# انجمن زنان سراسر پاکستان

رعنا لیاقت علی خان (بنیانگذار APWA)

انجمن زنان سراسر پاکستان یا APWA (اردو: آل پاکستان ویمنز ایسوسی ایشن‎) یک سازمان داوطلبانه، غیرانتفاعی و غیرسیاسی در پاکستان است که هدف اصلی آن ارتقای رفاه اخلاقی، اجتماعی و اقتصادی زنان این کشور است. پاکستانی است که هدف اساسی آن ارتقاء روحیه، رفاه اجتماعی و اقتصادی زنان پاکستان است.
این انجمن در سال ۱۹۴۹ توسط بیگم رعنا لیاقت علی خان، یکی از فعالان برجسته حقوق زنان، تأسیس شد. او معتقد بود که نقش زنان به هیچ وجه کمتر از مردان نیست. در ابتدا، این انجمن برای رسیدگی به بحران پناهجویان پس از تقسیم هند در سال ۱۹۴۷ تشکیل شد. زیب النسا حمیدالله، نخستین ویراستار و ناشر زن پاکستان، یکی از رهبران برجسته APWA بود و زبیده حبیب رحمت‌الله یکی از اعضای مهم این انجمن بود.
از زمان تأسیس، آپوا همواره فعال بوده و در ۵۶ منطقه مختلف پاکستان و حتی در مناطق روستایی و شهری شعبه دارد. این سازمان سالانه رویدادهای مهمی مانند روز جهانی زن، روز سازمان ملل و روز یونیسف را گرامی می‌دارد و به عنوان یک نهاد خیریه، فعالیت‌های خود را از طریق کمک‌های مالی مردمی تأمین می‌کند.
انجمن آپوا جایزه سوادآموزی بزرگسالان یونسکو را در سال ۱۹۷۴ و بعداً گواهینامه پیام رسان صلح را در سال ۱۹۸۷ دریافت کرد.
پس از جدایی پاکستان شرقی به عنوان بنگلادش در سال ۱۹۷۱، شعبه این سازمان در داکا به «انجمن زنان بنگلادش» تغییر نام یافت.
در سال ۲۰۱۶، به مناسبت شصت و هشتمین سالگرد تأسیس آپوا، مراسم شامی در کمیسیون عالی پاکستان در لندن برگزار شد. در این مراسم، از بنیان‌گذار آپوا، بیگم رعنا لیاقت علی خان، تجلیل شد. یکی از سخنرانان این رویداد اظهار داشت که دیدگاه بیگم رعنا زنان پاکستانی را به مشارکت مثبت در جامعه کشورشان ترغیب کرد.

## اهداف و مقاصد
اهداف و مقاصد انجمن زنان تمام پاکستان به اختصار به شرح زیر بیان شده:
1. مشارکت آگاهانه و هوشمندانه زنان پاکستان در رشد و توسعه کشورشان.
2. ارتقای رفاه زنان پاکستانی از طریق بهبود وضعیت حقوقی، سیاسی، اجتماعی و اقتصادی آنان.
3. ترویج برنامه‌ها و سیاست‌های آموزشی و فرهنگی در سراسر کشور.
4. بهبود سلامت و رفاه مردم پاکستان در خانواده و جامعه.
5. تقویت حسن نیت بین‌المللی و برادری میان ملت‌ها.

## پروژه‌ها

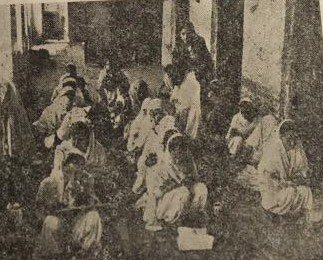
جلسات مادران

انجمن زنان سراسر پاکستان (APWA) قبل و بعد از تقسیم پاکستان شرقی و غربی، در حوزه‌های زیر فعالیت داشته است:
1. رفاه اجتماعی: شامل برنامه‌های متعدد در زمینه آموزش داوطلبان سلامت، برنامه‌های آموزشی، توسعه جوامع شهری، راه‌اندازی درمانگاه‌ها و بیمارستان‌ها. آپوا همچنین در ایجاد وزارت رفاه اجتماعی نقش داشت و با بسیاری از سازمان‌های رفاهی ملی و بین‌المللی همکاری کرده است.
2. آموزش: این انجمن صدها مدرسه ابتدایی و باشگاه مادران را اداره می‌کند و مدارس متوسطه دخترانه‌ای در کراچی دارد. آپوا همواره با ارتقای امکانات آموزشی، سوادآموزی و اهمیت تحصیل را ترویج کرده است. از جمله اقدامات آن، تأسیس دانشکده علوم خانگی کراچی و رشته‌های علوم خانگی در دانشگاه‌های لاهور و داکا است.
3. بازسازی روستایی: آپوا در نزدیکی برنامه‌های کمک به روستاهای دولت فعالیت کرده و مراکز اجتماعی را برای توسعه کلی جوامع روستایی ایجاد کرده است.
4. امور بین‌المللی: این انجمن مسئولیت پوشش تمامی کنفرانس‌های بین‌المللی، اعزام هیئت‌ها و هماهنگی بازدید مهمانان و نمایندگان خارجی را بر عهده دارد.
5. حقوق و مسئولیت‌های زنان: آپوا از طریق برگزاری سمینارها و جلسات، زنان را دربارهٔ حقوق و مسئولیت‌هایشان آموزش می‌دهد و در صورت نیاز، برای اصلاحات قانونی یا اقدامات دیگر تلاش می‌کند.

دیگر پروژه‌هایشان شامل توزیع کمک‌های بشردوستانه، فعالیت‌های فرهنگی، ارائه مشاوره و کمک‌های حقوقی، تبلیغات و فعالیت‌های مربوط به جوانان است.

## تأمین مالی
انجمن منابع مالی خود را از طریق موارد زیر تأمین می‌کند:
1. جمع‌آوری کمک‌های مالی
2. حق عضویت اعضا
3. کمک‌های مالی دولتی

## ستاد
دفتر مرکزی انجمن در کراچی، پاکستان واقع شده است. هیئت مدیره این انجمن سالانه تشکیل جلسه می‌دهد تا سیاست‌های اصلی سازمان را تعیین کند. شعبه‌هایی نیز در لاهور، پیشاور، لندن و سریلانکا واقع شده‌اند.